# Robbinsdale
Robbinsdale – miasto w Stanach Zjednoczonych, w stanie Minnesota, w hrabstwie Hennepin.
Z Robbindale pochodzi Rachel Bootsma, amerykańska pływaczka.